# Fuoco su di me
Fuoco su di me è un film del 2006 diretto da Lamberto Lambertini, con Omar Sharif.
Questo film è riconosciuto come d'interesse culturale nazionale dalla Direzione generale Cinema e audiovisivo del Ministero per i beni e le attività culturali e per il turismo italiano, in base alla delibera ministeriale del 4 aprile 2001.

## Trama
Napoli, 1815, durante gli ultimi anni di regno del re Gioacchino Murat: un sovrano capace di infiammare la volontà popolare verso il sogno prematuro di un'Italia Unita con Napoli capitale. Alla trama storica è affiancata anche la storia del nobile Eugenio che, dopo anni di lontananza in Francia, torna a casa a Napoli, a causa di una ferita riportata in battaglia, da suo nonno il Principe Nicola.